# Carlo Giuliani

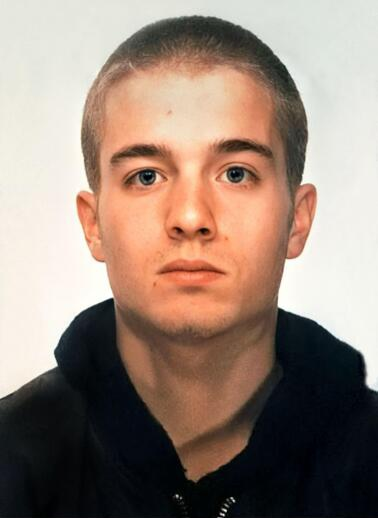
Carlo Giuliani

Carlo Giuliani (* 14. März 1978 in Rom; † 20. Juli 2001 in Genua) war ein italienischer Student, der dadurch bekannt wurde, dass er als Demonstrant während einer Straßenschlacht im Rahmen der Proteste gegen den G8-Gipfel in Genua 2001 von einem Carabiniere aus einem Geländewagen der Carabinieri erschossen wurde. Im Laufe der Recherchen zum Hergang zeigten sich Diskrepanzen zwischen der offiziellen Darstellung durch die Behörden und den tatsächlichen Ereignissen. Weil Aktivisten Fotos, Videos und Augenzeugenberichte zur Gegendarstellung auf Indymedia hochluden, erlangte diese Internetplattform eine große Bekanntheit.

## Todesumstände
Im Verlauf von Ausschreitungen, die sich an eine Demonstration von Globalisierungskritikern gegen den G8-Gipfel in der oberitalienischen Hafenstadt Genua anschlossen, wurde auf der Piazza Gaetano Alimonda ein Polizeiwagen von Demonstranten mit Holzbalken, Feuerlöschern und anderen Gegenständen attackiert. Als einer der Polizisten mit seiner Pistole aus dem von Demonstranten eingeschlagenen Rückfenster zielte und rief „ich werde euch töten“, flüchteten mehrere der Angreifer. Carlo Giuliani hob einen Feuerlöscher vom Boden auf und näherte sich mit diesem dem Polizeiwagen. Von zwei abgegebenen Schüssen traf eine Kugel Giuliani in den Kopf. Giuliani stürzte knapp hinter dem Fahrzeug zu Boden, welches ihn dann sowohl beim Zurücksetzen als auch beim Wegfahren überrollte und innerhalb weniger Sekunden davon fuhr.
Die Geschehnisse wurden in der Presse vor allem durch die Verwendung von Fotos transportiert, die ein Fotograf mit einem Teleobjektiv aufgenommen hatte. Diese Fotos erwecken den Eindruck, Giuliani stünde unbewegt weniger als einen halben Meter von dem Polizeigeländewagen entfernt und halte den Feuerlöscher auf Brusthöhe. Ein anderes Bild, das gleichzeitig von einer anderen Position aufgenommen wurde, lässt hingegen den Schluss zu, dass der Geländewagen zwischen Giuliani und einer Mülltonne eingekeilt war und sich Giuliani etwa vier Meter von dem Fahrzeug entfernt mit dem hoch gehaltenen Feuerlöscher auf das Fahrzeug zubewegte. Auf späteren Fotos stellte sich außerdem heraus, dass der Wagen nicht isoliert war, sondern dass weitere Carabinieri in weniger Entfernung abwarteten.
Der Polizist berief sich auf Notwehr, da er sich vor dem mit dem Feuerlöscher angreifenden Giuliani habe schützen müssen. Das Strafverfahren gegen den Carabiniere wurde im Mai 2003 eingestellt. Die Richterin berief sich auf ein ballistisches Gutachten, demzufolge der Schuss, der Giuliani getötet hat, in die Luft abgegeben wurde, von einem Stein abprallte und erst deshalb Giuliani tödlich getroffen habe. Anwälte, Journalisten, Teile der globalisierungskritischen Bewegung und Giulianis Eltern bezweifeln diese Darstellung und verweisen auf Videoaufzeichnungen, die nahelegen, dass der Schütze unmittelbar vor den Schüssen waagrecht direkt auf die Angreifer zielte. Im Oktober 2005 widersprach auch der Gerichtsmediziner und Mitverfasser des Autopsieberichtes Giulianis, Marco Salvi, dem genannten Gutachten. In einer Verhandlung gegen 25 Anti-G8-Demonstranten sagte er aus, dass Giuliani von einem gezielten und nicht von einem abgelenkten Schuss getroffen worden sei. Trotz dieser Aussage kam es nicht zur erneuten Aufnahme des Verfahrens gegen den Schützen. Fotos zeigen außerdem, wie der erschossene Giuliani vor einer Spurensicherung von Carabinieri berührt und die Gegenstände um ihn herum, unter anderen der Stein, anders arrangiert wurden. Zeugenaussagen berichten, wie der Carabiniere im Geländewagen schrie „ich werde euch töten“. Als die ersten Journalisten mit laufender Kamera beim Tatort eintrafen, warf der Vize-Polizeipräsident einem am Rand des Geschehen stehenden einzelnen Demonstranten vor, Giuliani durch einen Steinwurf getötet zu haben, woraufhin zwei der vielen anwesenden Polizisten kurz in dessen Richtung liefen, ihn aber dann laufen ließen.

## Familie
Giulianis Mutter Haidi Giuliani war von 2006 bis 2008 Abgeordnete im italienischen Senat und widmete sich dort vor allem der Aufklärung von diesem und ähnlichen Fällen.
Der Vater von Carlo Giuliani sagte über die Ermittlungen: „Mein Sohn ist ermordet worden und das war nicht eine Einzelperson, sondern der Staat. Aber wahrscheinlich werden die Ermittlungen zu dem Ergebnis kommen, dass Carlo Selbstmord verübt hat, während die Polizei gleichzeitig ein Tontaubenschießen auf dem Platz veranstaltete.“ Die Klage der Eltern und einer Schwester Giulianis vor dem Europäischen Gerichtshof für Menschenrechte wurde am 25. August 2009 abgewiesen. Dennoch wurde Italien zu einer Entschädigungszahlung von 40.000 Euro an die Hinterbliebenen verurteilt, weil es keine gründliche Aufklärung der Todesursachen durchgeführt hat.
Der Film Was passierte auf der Piazza Alimonda? stellt anhand einer Neuauswertung des Bild- und Videomaterials, die Minuten beziehungsweise Sekunden der Geschehnisse aus der Sicht des Vaters des Erschossenen dar.
Im August 2016 erschien ein Comic über Carlo Giuliani mit dem Titel Carlo Vive, in dem das Leben und der Tod des Demonstranten sowie die Versuche der Familie, die Verantwortlichen zur Rechenschaft zu ziehen, rekonstruiert werden. Dies ist die deutsche Übersetzung des Buches Carlo Giuliani - Il Ribelle di Genova, das im Juni 2011 in Italien veröffentlicht wurde.

## Musik
Der Tod Giulianis wurde in verschiedenen Formen musikalisch verarbeitet:
- Die spanische Ska-Band Ska-P verarbeitet in ihrem Anti-Globalisierungslied Solamente Por Pensar den Tod Carlo Giulianis und fordert auch regelmäßig auf ihren Konzerten beim Spielen dieses Liedes (bei Konzerten in Italien wird die italienische Version Solamente per pensare gesungen) „Justicia para Carlo Giuliani!“ („Gerechtigkeit für Carlo Giuliani!“).
- Ebenfalls ist das Lied Rabbia dentro il cuore der Los Fastidios Carlo Giuliani gewidmet.
- Die Heidelberger Band Irie Révoltés widmet Carlo Giuliani eine Strophe ihres Liedes Resistencia.
- Auch die englische Pop-Band Chumbawamba hat ihm ein Lied in der Version des volkstümlichen Liedes Bella Ciao geschrieben.
- Die Band Petrograd schrieb das Lied July 20th und produzierte dazu ein Musikvideo.[18]
- Die englische Punkband Conflict produzierte zu ihrem Song Carlo Giuliani ein Video.[19]
- Ebenfalls schrieb die italienische Punkband Klasse Kriminale einen Song für ihn.
- Die deutsche Gruppe Rotes Haus widmete ihm den Song Limo.
- Im Mai 2007 nahm die Gruppe Projekt Gegengift den Song Genua auf, der die Ereignisse von 2001 verarbeitet und gleichzeitig Kritik an G8 und Kapitalismus übt.
- Die italienische Band Modena City Ramblers befasst sich im Lied La legge giusta über die Ereignisse, die zum Tode von Carlo Giuliani geführt haben.
- Auch die amerikanische Hardcore-Punk-Band Behind Enemy Lines widmete Giuliani mit Murder at the G8 Summit ein Lied.
- In dem Lied Relationen von dem deutschen Rapper Albino geht es um Carlo Giuliani.
- Auf der 2001 erschienenen ersten CD von Tom Liwas Projekt No Existe befindet sich ein Instrumental namens P. Carlo Giuliani
- Casa del Vento, eine italienische Folk-Gruppe, veröffentlichte auf ihrem Album Genova chiama die Nummer La canzone di Carlo.
- Die Band Die Bandbreite spricht in ihrem Lied Die Welt ist schön den Tod Giulianis an.
- Die türkische Band Bandista thematisiert in der ersten Strophe ihres Stücks Hiçbir Şeyin Şarkısı (Das Lied vom Nichts) den Tod von Carlo mit den Textzeilen: „In einer Gosse da liegt er, seine Genossen nehmen die Stadt auseinander. Carlo wird auferstehen und euch zur Rechenschaft ziehen. Die Sonne, die Sonne wird wieder aufgeh’n.“
- Die Band Früchte des Zorns spielt auf dem Album zwischen leben und überleben in ihrem Lied Die Welt dreht in ihren Fugen in einer Textzeile auf den Tod Carlo Giulianis an: „und einer der liegt jetzt am Boden tot, und die Wände voller Blut“, am Anfang des Lieds werden Originaltondokumente von Augenzeugen und Opfern der Polizeigewalt eingespielt.
- Der Rapper Marcello erwähnte den Namen in einer Zeile des Tracks System.
- In dem Track Befehlsempfänger, von Mc_Geiver ft. Straight Jonez, wird der Tod von Carlo Giuliani angesprochen.
- Die italienischen Rapband Assalti Frontali widmet Carlo Giuliani ein Lied mit dem Titel Rotta Indipendente.
- Der italienische Cantautore Francesco Guccini veröffentlichte 2004 das Lied Piazza Alimonda.